# Yaafar al-Numeiry

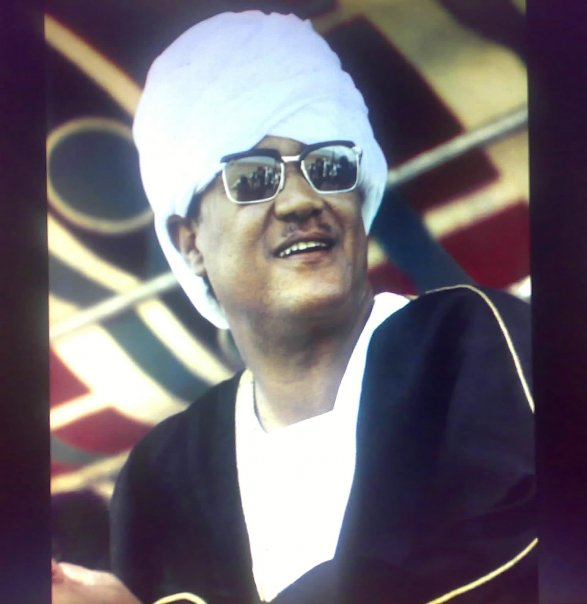
Yaafar al-Numeiry.

Yaafar al-Numeiry o Yaafar Muhammad al-Numeiry (en árabe: جعفر محمد النميري; Omdurmán, Jartum ,1 de enero de 1930-Jartum, 30 de mayo de 2009) fue un prominente político y militar sudanés, quién fue uno de los principales responsables de haber puesto fin a la primera guerra civil sudanesa, que duró entre 1955 y 1972. 

## Primeros años
Yaafar al-Numeiry nació el 1 de enero de 1930, en el seno de una familia musulmana, y siendo hijo de un cartero y bisnieto de un líder tribal de la región de Wad Nimeiry en Dongola. Estudió en la Escuela Secundaria de Hantou, y en 1952, ingresó a la Escuela Militar de Sudán.

## Carrera militar
En sus primeros años en el servicio militar, al-Numeiry se sintió atraído por las políticas del entonces presidente egipcio Gamal Abdel Nasser, por lo que junto a un grupo de compañeros, crearon la Organización de Oficiales Libres, de tendencia nacionalista y panarabista.
Mientras al-Numeiry iba ascendiendo en el escalafón militar Sudán había obtenido su independencia, pero debido a las constantes rebeliones étnicas, conflictos religiosos, inestabilidad económica y una democracia débil, generó el estallido de la primera guerra civil sudanesa.
En 1966, tras obtener el cargo de coronel, es designado comandante de la guarnición de Shendi.

## Presidente de Sudán (1969-1985)

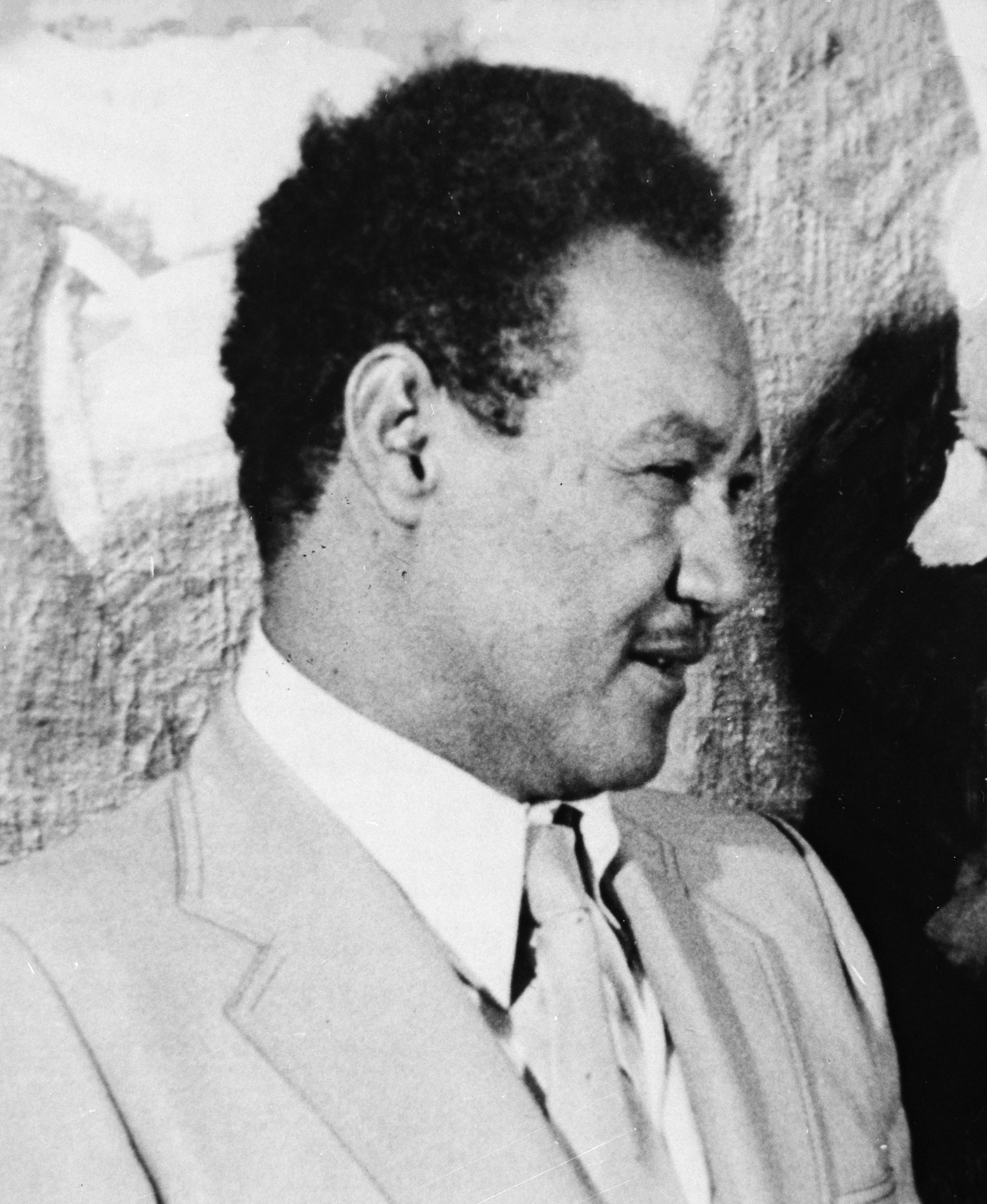
En 1981

El 25 de mayo de 1969, al-Numeiry lidera un golpe de Estado que derroca al presidente Ismail al-Azhari y al gobierno del Partido Democrático Unionista. Entre sus primeras medidas, al-Numeiry establece el Consejo Revolucionario, integrado por militares, civiles y políticos vinculados con el Partido Comunista de Sudán; también suspende la Constitución y proscribe todos los partidos políticos. 
Al llegar al poder, al-Numeiry obtiene un inmenso apoyo en los sectores populares, los cuales estaban fuertemente influenciados por los comunistas que lo ayudaron a ascender al poder, por lo que aprovecha eso para realizar una persecución hacia la oposición derechista liderada por los Hermanos Musulmanes, quienes ya estaban en condiciones de clandestinidad, siendo en su mayoría arrestados y ejecutados. Sin embargo, al ver el nivel de poder que tenía en el país, al-Numeiry traiciona a sus socios comunistas, llevando a cabo una campaña de terror en contra de ellos, siendo el mismo Consejo Revolucionario, uno de sus primeros objetivos. Posteriormente suprime todos los sindicatos, y organizaciones culturales y profesionales, y asume de forma dictatorial como jefe de Estado, jefe de Gobierno, y Comandante en jefe de las Fuerzas Armadas. En 1970, al-Numeiry ordena la nacionalización de todos los bancos, medios de comunicación, aseguradoras, industrias, y otros sectores estratégicos.
En 1971 se promulga una Constitución provisional, por lo que se disuelve el Consejo Revolucionario y se da paso a la creación de la Unión Socialista Sudanesa (USS), el cual será el único partido político legal del país. El 10 de octubre de ese año, se realizan elecciones presidenciales en donde al-Numeiry se postula como candidato único, por lo que obtiene fácilmente el 99,9% de los votos, y la USS lo nombra como Presidente de Sudán. Posteriormente convoca una Asamblea Popular encargada de redactar una nueva Constitución, la cual fue aprobada en 1973.
En julio de 1971, dos años después de haber llegado poder, sufre un intento de golpe de Estado por parte de la resistencia comunista, que durará solo tres días, al ser aplastada por los partidarios de al-Numeiry, más la ayuda militar de Libia y Egipto. Volviendo al poder, al-Numeiry toma una actitud mucho más represiva y autoritaria, llevando a cabo una fuerte represión anticomunista y en contra de los sindicatos que operaban ilegalmente en el país.
A pesar de su persecución hacia los comunistas, al-Numeiry mantuvo un gobierno de izquierda (específicamente socialista), con el que estableció relaciones con la Libia de Muamar el Gadafi, Egipto, y otros países árabes de tendencia progresista. También estableció relaciones con numerosos países de África, Europa, China y Estados Unidos, el cual este último le proporcionó apoyo militar.
En 1972, con la firma del Acuerdo de Adís Abeba , al-Numeiry puso fin a la primera guerra civil sudanesa tras llegar a un pacto con las fuerzas guerrilleras de Sudán del Sur, en donde se concedía autonomía a las tres provincias que conformaban el hoy país independiente. El conflicto generó aproximadamente 500.000 fallecidos, millones de desplazados, y un enorme deterioro económico.
En 1977 al-Numeiry fue reelegido presidente, y en 1980, Sudán queda reorganizado en 6 regiones, las cuales poseen cierto nivel de autonomía y un gobierno regional. En octubre de 1982, Sudán consolida una estrecha relación con Egipto, tras la firma de una ''Carta de Integración''. Sin embargo, durante la primera sesión del Parlamento del Valle del Nilo, en la que parlamentarios egipcios y sudaneses firmaron el reemplazo del código penal por la ley sharia, y por lo que provocó nuevas revueltas en las provincias del sur, ya que eran mayoritariamente cristianas y animistas, por lo que se dio inicio a la segunda guerra civil sudanesa, que finalizará en 2005. Este conflicto generó la deserción de numerosos altos mandos del Ejército sudanés que eran cristianos, y en el sur surgió el Ejército de Liberación del Pueblo de Sudán (EPLS), por lo que la guerra alcanzó a gran escala. 
La proximidad con los Estados Unidos aumentó bajo la administración de Ronald Reagan. La ayuda estadounidense aumentó de 5 millones de dólares en 1979 a 200 millones en 1983 y luego a 254 millones en 1985, principalmente para programas militares. Sudán se convierte así en el segundo mayor receptor de la ayuda estadounidense en África (después de Egipto). Se inició la construcción de cuatro bases aéreas para alojar a las unidades de la Fuerza de Despliegue Rápido y una potente estación de escucha cerca de Puerto Sudán.  
En 1984 y 1985, después de un período de sequía, varios millones de personas se vieron amenazadas por la hambruna, especialmente en el Sudán Occidental. El régimen está tratando de ocultar la situación a nivel internacional.   
En marzo de 1985, el anuncio del aumento de los precios de los productos de primera necesidad, a petición del FMI con el que el régimen estaba negociando, desencadenó las primeras manifestaciones. El 2 de abril, ocho sindicatos llamaron a la movilización y a una "huelga política general hasta la abolición del régimen actual". El día 3, manifestaciones masivas sacudieron Jartum, pero también las principales ciudades del país; la huelga paralizó las instituciones y la economía.   
El 6 de abril de 1985, tras la altísima inestabilidad política, al-Numeiry es derrocado tras un sangriento golpe de Estado, siendo sucedido por el General Abdel Rahman Swar al-Dahab hasta las elecciones de 1986, en la que Sadeq al-Mahdi asume como Presidente de Sudán. Luego del golpe, al-Numeiry huyó hacia El Cairo, Egipto.